# زارلوییس
زارلوییس (به آلمانی: زارلوئیس) یک شهر و شهر در آلمان است که در زارلاند واقع شده‌است.

## خصوصیات
زارلوییس ۳۸٬۱۸۹ نفر جمعیت دارد.

## خواهرخوانده
شهرهای سن-نزر، آیزنهوتن‌اشتات، Matiguás و Bochnia خواهرخوانده‌های زارلوییس هستند.

## نگارخانه

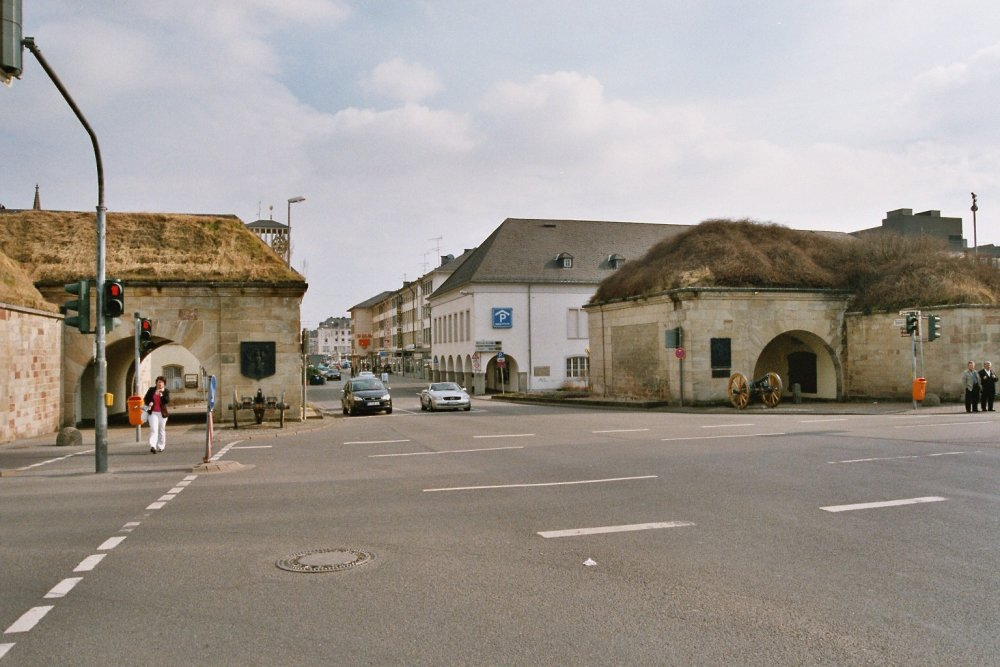
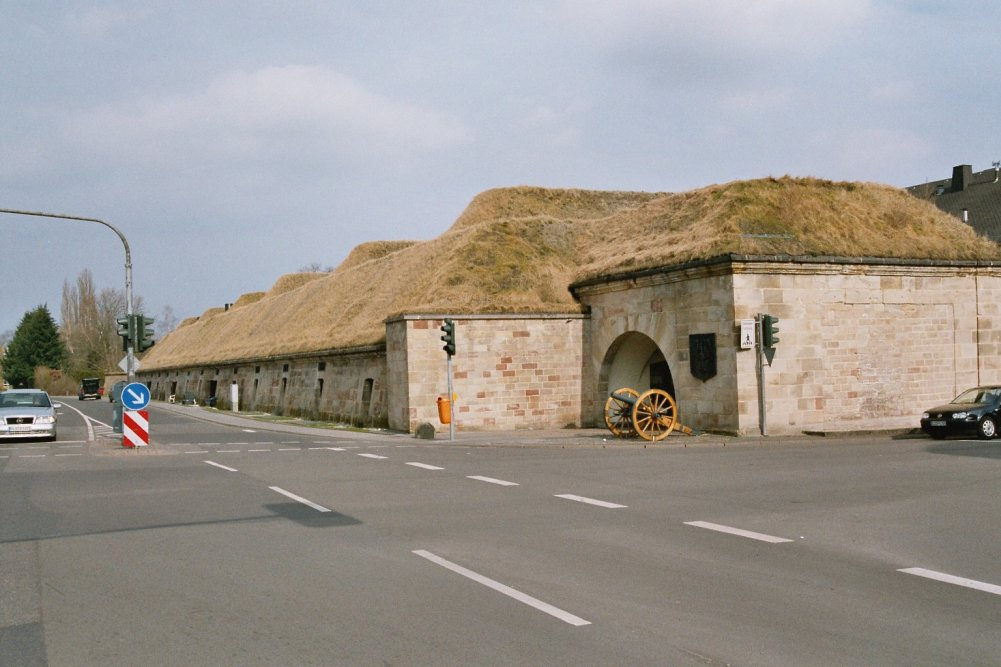
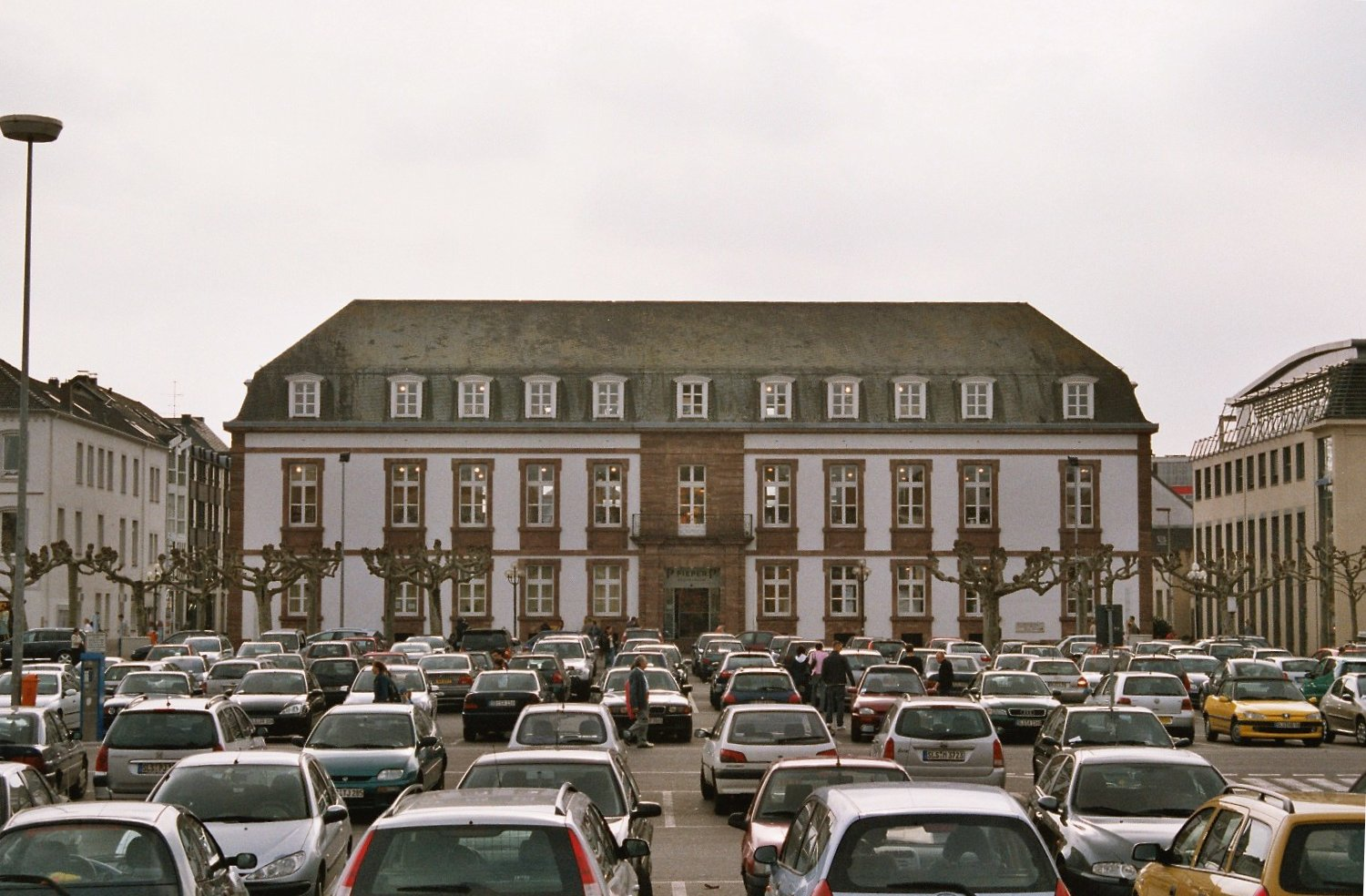
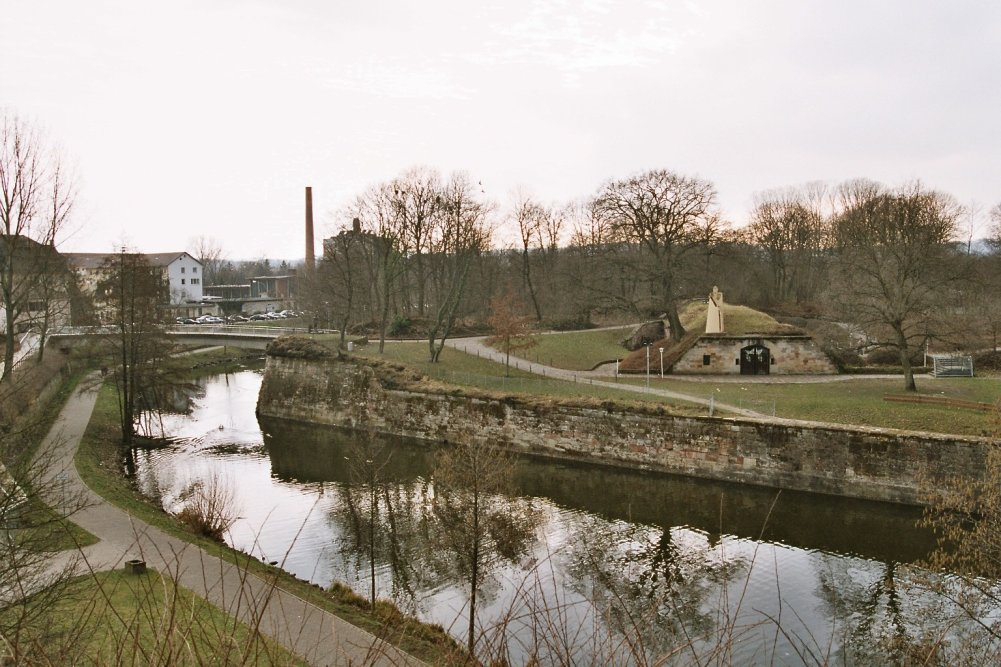
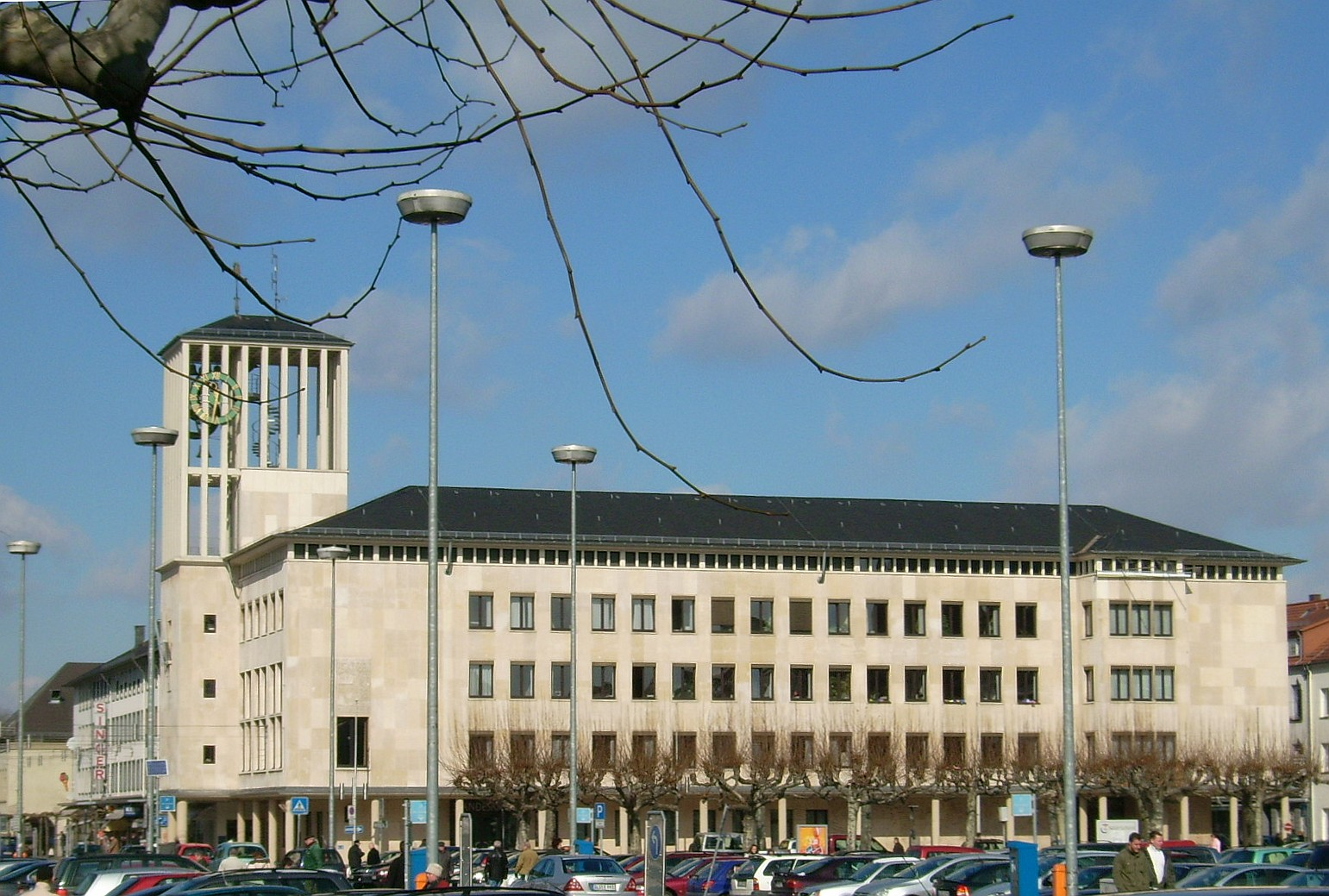
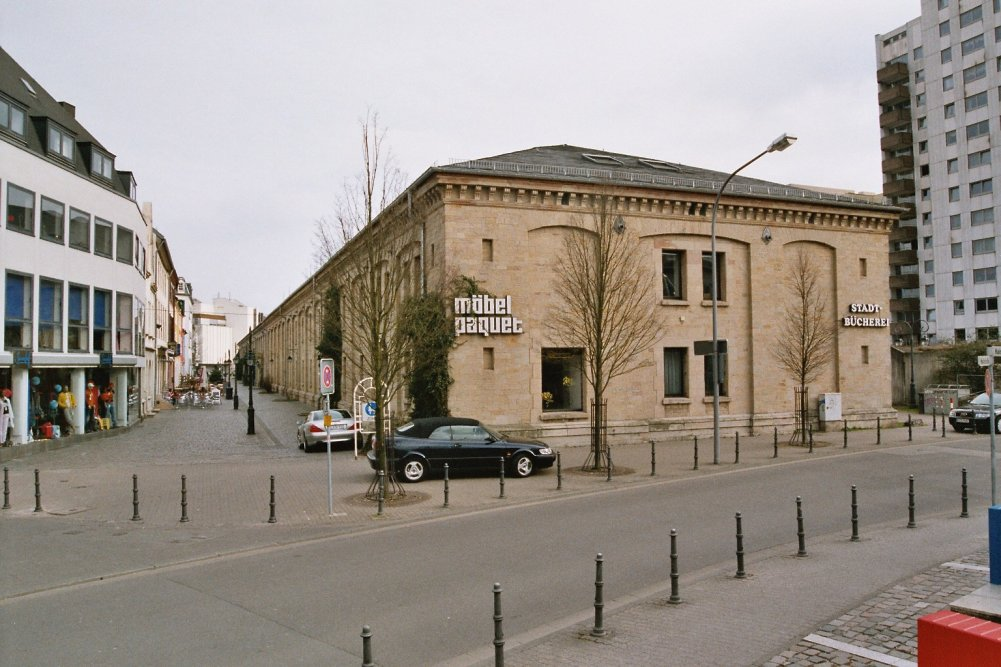
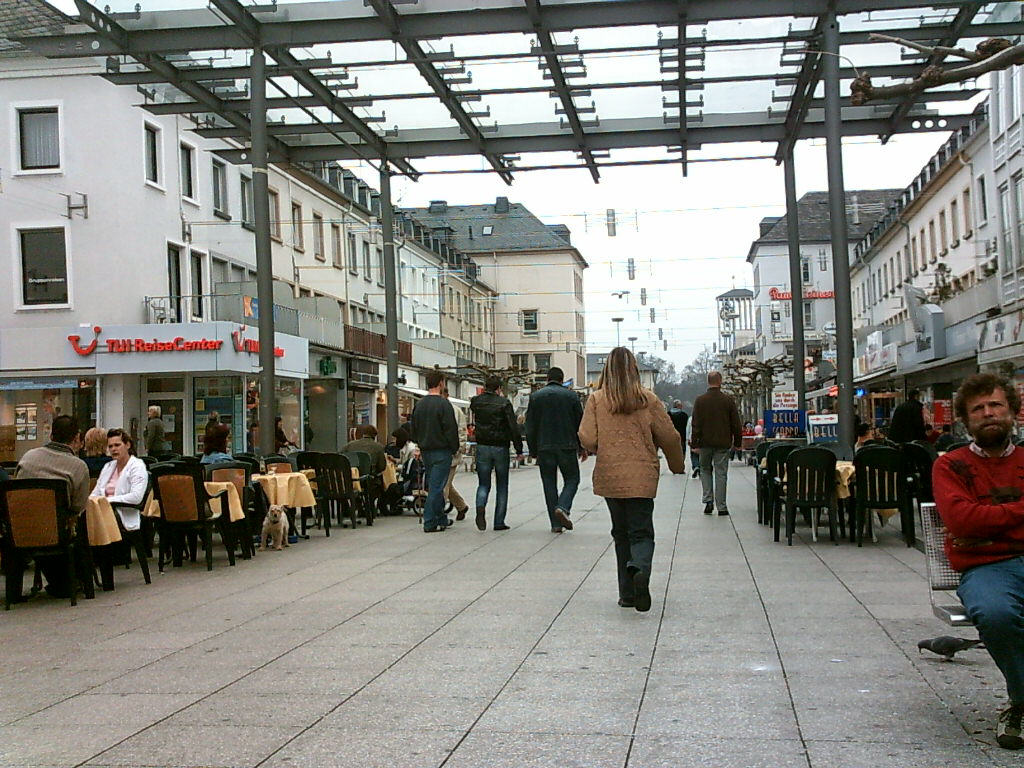
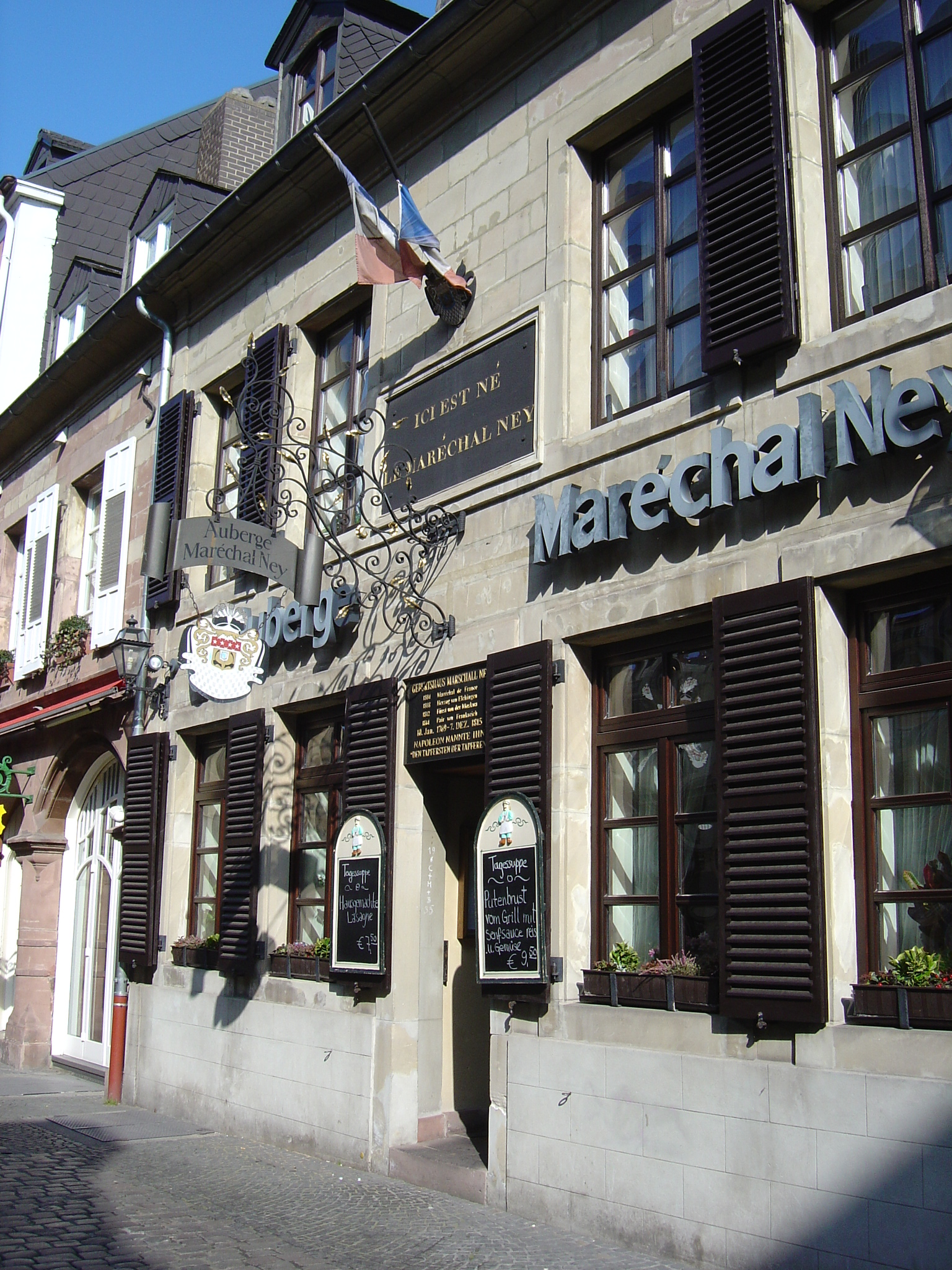
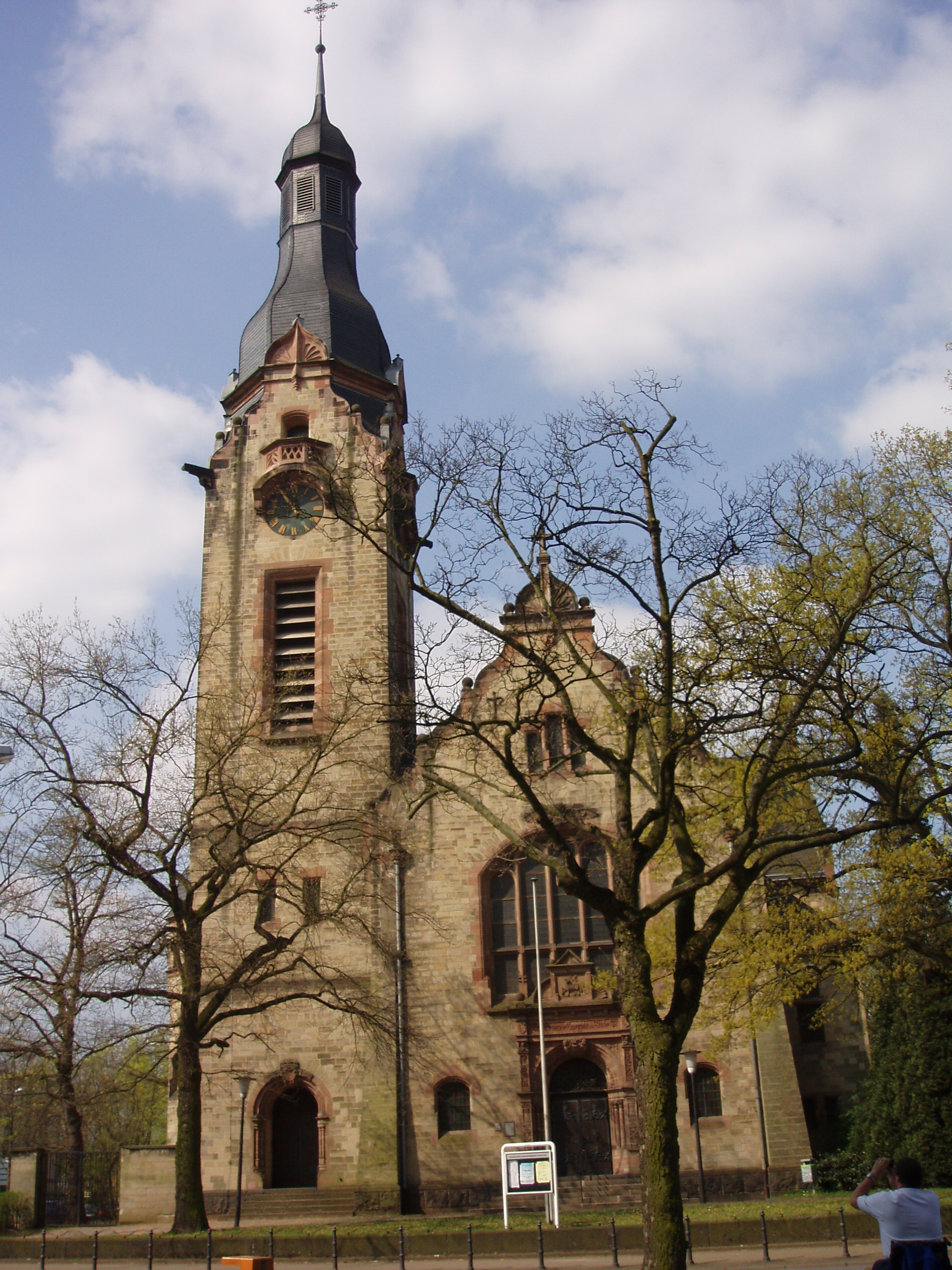
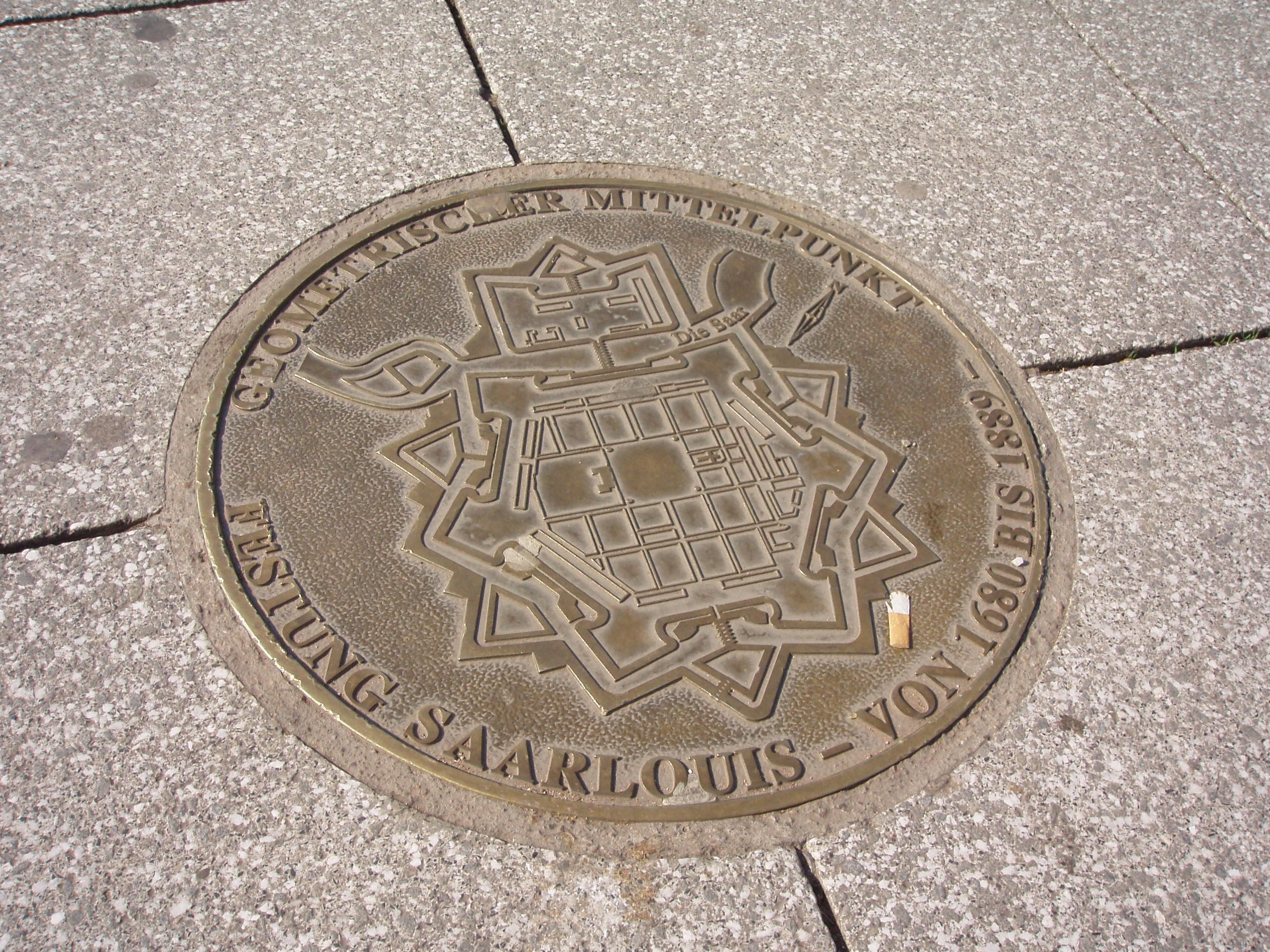